# Felipe (goleiro)
Luiz Felipe Ventura dos Santos, mais conhecido como Felipe (Rio de Janeiro, 22 de fevereiro de 1984), é um futebolista brasileiro que atua como goleiro. Atualmente, joga no Differdange 03. Recentemente conquistou o feito de ficar 16 jogos (1561 minutos) sem sofrer gols. A quarta maior sequência da história do futebol mundial.

## Carreira
Carioca nascido no Rio de Janeiro, filho de Rita Maria dos Santos e Jorge Luís dos Santos, desde a infância, tinha aptidão pelo futebol na sua atual posição (goleiro) treinando em categorias de base.

### Vitória
Começou sua carreira nas divisões de base do Vitória e, em 2002, foi promovido ao time profissional. 
Em sua passagem pelo Vitória, esteve durante a maior parte do tempo no banco de reservas, se tornando titular apenas em 2005, onde atuou em 15 parida pela Série B de 2005.
Acabou saindo do clube graças a liminar obtida na Justiça do Trabalho por seu advogado Marcelo Robalinho, no primeiro caso de rescisão de contrato de trabalho por racismo no futebol brasileiro, após uma discussão com o então dirigente Paulo Carneiro, que viria a ser demitido algum tempo depois. Felipe acusou Carneiro de tê-lo insultado com declarações racistas. Após o caso, o goleiro moveu um processo contra o dirigente.

### São Caetano
Em setembro de 2005, assinou com o São Caetano até o fim do ano.

### Bragantino
Em 2006, foi contratado pelo Bragantino porém posteriormente emprestado à Portuguesa para a Série B.
Em 2007, após terminado o seu empréstimo, retornou ao Bragantino onde disputou o Paulistão, chegando com a equipe às semifinais.

### Empréstimo à Portuguesa
Em abril de 2006, ele partiu para o Série B, defendendo a Portuguesa, disputando o lugar de titular com Tiago Campagnaro, porém, tendo sofrido uma contusão no meio da competição, retornou à equipe de Bragança no fim da temporada.

### Corinthians
Em 04 de abril de 2007, foi contratado para defender o Corinthians. Foi titular na maioria das partidas, embora não tenha evitado o rebaixamento para a Série B. Mesmo com o rebaixamento, foi indicado ao Prêmio Craque do Brasileirão em três categorias: craque da torcida, melhor goleiro e revelação do campeonato.
Em 2008, foi um dos destaques na campanha do vice-campeonato da Copa do Brasil e no título da Série B. Já em 2009, conquistou dois títulos importantíssimos com o Corinthians: o Campeonato Paulista de maneira invicta e a Copa do Brasil, sendo que nesta competição nacional, não tomou nenhum gol jogando em "casa". Contara com o Corinthians, para a Libertadores 2010. No final de 2009, ao enfrentar o Flamengo na penúltima rodada do Brasileirão, declarou que apesar de ter sido rubro-negro na infância, desejaria se vingar pela derrota sofrida em 2007, que levou o Corinthians ao rebaixamento.

#### Afastamento
Em 2010, na parada para a Copa do Mundo, pediu para ser colocado à venda. Isso causou sério desconforto no clube e um desentendimento com o presidente Andrés Sanchez. O time do Genoa, da Itália, demonstrou interesse em Felipe, e de última hora, para a surpresa de todos, a negociação foi cancelada e Felipe permaneceu no Corinthians. Como havia um desentendimento entre Felipe e o clube, Felipe foi retirado dos planos do técnico Mano Menezes e treinava afastado do restante do time. Assim, passou a aguardar uma proposta de outro clube para voltar a jogar.

### Braga
Em 5 de agosto de 2010, teve seu contrato com o Corinthians rescindido, e se transferiu para o Braga, de Portugal.

### Flamengo
Após a curta passagem pelo Braga, onde foi titular mas acabou não agradando, acertou a sua volta ao Brasil, em 17 de dezembro de 2010, para jogar pelo Flamengo. O contrato acertado foi de um ano. O Flamengo possui a opção de compra dos direitos federativos de Felipe tanto no meio quanto no fim de 2011 (ele pertence a um grupo de empresários e ao Braga). Há também uma cláusula que prevê rescisão de contrato em caso de problemas disciplinares. Uma exigência da presidente Patrícia Amorim a partir do caso do goleiro Bruno. A contratação foi uma aposta do técnico Vanderlei Luxemburgo. Sua estreia foi no dia 9 de janeiro de 2011 em um amistoso contra o Londrina em que terminou empatado em 0 a 0 e ele agarrou um pênalti.
Porém, logo mais tarde viria a cair nas graças da torcida rubro-negra ao ser o herói da classificação do time para a final da Taça Guanabara, ao defender duas cobranças de pênaltis diante do Botafogo, o que também levou a torcida a voltar a se lembrar das boas atuações de Bruno, que também se tornou herói por defender cobranças de pênaltis diante do rival alvinegro. Felipe também viria a se sair bem mais tarde contra o Fluminense, que valeria mais um passaporte do Flamengo para a final de um turno do Campeonato Carioca, dessa vez o segundo, a Taça Rio. Mais tarde o Flamengo viria a se consagrar campeão dos dois turnos e assim, consequentemente, campeão carioca de 2011.
Na despedida de Petkovic, também ganhou destaque por fazer quatro defesas importantes e evitar que o Corinthians, seu antigo clube, saísse com a vitória do Engenhão e estragasse assim a despedida do sérvio. Por essas quatro defesas importantes, foi eleito a "muralha da rodada". Após uma temporada emprestado pelo Braga, de Portugal, o Rubro-Negro acertou a compra de 100% dos direitos do goleiro, com o contrato de quatro anos.
No começo do Campeonato Brasileiro de 2012, era titular absoluto do Flamengo na disputa da Libertadores e do Campeonato Carioca, mas o goleiro contraiu dengue e viu o seu até então reserva Paulo Victor assumir a titularidade dada por Joel Santana com atuações destacadas, o que fez Felipe virar seu reserva. Com a chegada de Dorival Júnior para o Flamengo, voltou ao posto de titular.
Em 27 de Novembro de 2013, no jogo de volta da Final da Copa do Brasil, após o Flamengo ganhar por 2 a 0 do Atlético Paranaense, conquistou a Copa do Brasil de 2013 como titular do Flamengo.
Em 2 de fevereiro de 2014, defendeu o seu décimo pênalti pelo Flamengo na vitória por 5 a 2 contra o Macaé, em que o goleiro foi um dos destaques do Rubro-Negro na partida. Defendeu outro pênalti, em 12 de fevereiro do mesmo ano, diante do León do México, além de defender o pênalti o goleiro foi um dos destaques do Flamengo na partida, mas não evitou a derrota por 2 a 1 em partida válida pela Copa Libertadores.
Em 27 de janeiro de 2015, após quatro anos no Flamengo e com três títulos conquistados, a diretoria rubro-negra e seu empresário Marcelo Robalinho, oficializara a demissão:
| “ | Confirmo que o goleiro Felipe foi demitido pelo Flamengo. A decisão de demissão não significa um litígio entre as partes. As consequências jurídicas da demissão do goleiro Felipe serão tratadas de forma amigável e com o diálogo profissional que o caso demanda. | ” |

### Figueirense
No dia 23 de abril de 2015, fechou com o Figueirense até o fim de 2015, mas a apresentação só aconteceu em 13 de maio.
| “ | Feliz da vida como se fosse meu primeiro clube, fiquei um tempo em casa sem atuar depois do afastamento do Flamengo. Há 15 anos acostumado a viajar, jogar, ficar afastado do que você gosta é ruim. Quando comecei a conversar eu queria já vir, ansioso para jogar, estou como se fosse uma criança e pronto para conquistar coisas como eu sempre consegui na minha carreira. | ” |

Estreou contra o Santos, onde, seu time acabou perdendo por 3 a 0.

### Retorno ao Bragantino
Em 2016, Felipe retorna ao time de Bragança para a disputa do estadual após curta passagem pelo Figueirense na reta final do Campeonato Brasileiro de 2015, Felipe retorna ao time que defendeu em 2007, para substituir o goleiro Douglas que assim como ele, em 2007, deixa o time de Bragança para defender o Corinthians.

### Botafogo-PB
No dia 17 de fevereiro de 2020, foi anunciado pelo Botafogo da Paraíba.

### Santa Rosa
Em 2023, reforçou o Santa Rosa, de Icoaraci, distrito de Belém do Pará. Chegou a ser criticado como se viesse apenas "passar férias" na Série B1 do campeonato paraense de 2023, mas terminou reconhecido ao destacar-se em duas decisões por pênaltis seguidas da chamada "Segundinha": o veterano defendeu duas cobranças nas quartas-de-final e outra na semifinal. A equipe garantiu acesso após dez anos sem disputar a primeira divisão estadual.

### Sampaio Corrêa
Em 14 de dezembro de 2023, o Sampaio Corrêa anunciou a contratação de Felipe. Ele chegou como reforço para 2024, fez sua estreia na fase pré-Copa do Nordeste, ao ser superado nas cobranças de pênaltis pela equipe do Potiguar, em 7 de janeiro de 2024, no Estádio Castelão, após empate de 2×2 no tempo normal.
Em 23 de junho de 2024, Felipe teve sua saída do Sampaio anunciada. Em seis meses, ele disputou 31 partidas e ajudou o clube a conquistar o campeonato estadual.

### Differdange 03
No dia 1 de julho de 2024, o Differdange 03, de Luxemburgo, anunciou a contratação de Felipe. O contrato do goleiro com o time luxemburgense é válido por duas temporadas e vai até o meio de 2026.

## Seleção Brasileira
Com a Seleção Brasileira, disputou sete partidas pelo Sub-17. Em 2001, conquistou Campeonato Sul-Americano Sub-17.

## Estatísticas

### Clubes
Até 22 de agosto de 2015.
| Clube             | Temporada         | Campeonato nacional | Campeonato nacional | Copa nacional[a] | Copa nacional[a] | Competições continentais[b] | Competições continentais[b] | Outros torneios[c] | Outros torneios[c] | Jogos amistosos[d] | Jogos amistosos[d] | Total | Total |
| Clube             | Temporada         | Jogos               | Gols                | Jogos            | Gols             | Jogos                       | Gols                        | Jogos              | Gols               | Jogos              | Gols               | Jogos | Gols  |
| ----------------- | ----------------- | ------------------- | ------------------- | ---------------- | ---------------- | --------------------------- | --------------------------- | ------------------ | ------------------ | ------------------ | ------------------ | ----- | ----- |
| Flamengo          | 2011              | 35                  | 0                   | 6                | 0                | 3                           | 0                           | 19                 | 0                  | 2                  | 0                  | 65    | 0     |
| Flamengo          | 2012              | 20                  | 0                   | —                | —                | 6                           | 0                           | 13                 | 0                  | 2                  | 0                  | 41    | 0     |
| Flamengo          | 2013              | 25                  | 0                   | 12               | 0                | 0                           | 0                           | 15                 | 0                  | 1                  | 0                  | 53    | 0     |
| Flamengo          | 2014              | 0                   | 0                   | 0                | 0                | 4                           | 0                           | 13                 | 0                  | 0                  | 0                  | 17    | 0     |
| Flamengo          | Total             | 80                  | 0                   | 18               | 0                | 13                          | 0                           | 60                 | 0                  | 5                  | 0                  | 176   | 0     |
| Figueirense       | 2015              | 2                   | 0                   | 1                | 0                | —                           | —                           | —                  | —                  | 0                  | 0                  | 3     | 0     |
| Figueirense       | Total             | 2                   | 0                   | 1                | 0                | 0                           | 0                           | 0                  | 0                  | 0                  | 0                  | 3     | 0     |
| Total na carreira | Total na carreira | 82                  | 0                   | 19               | 0                | 13                          | 0                           | 60                 | 0                  | 5                  | 0                  | 179   | 0     |

- a. ^ Jogos da Copa do Brasil
- b. ^ Jogos da Copa Sul-Americana
- c. ^ Jogos do Campeonato Carioca ou Campeonato Catarinense
- d. ^ Jogos amistosos

### Pênaltis defendidos
Flamengo
| Número | Partida                           | Data       | Competição                        | Defendidos |
| ------ | --------------------------------- | ---------- | --------------------------------- | ---------- |
| 01     | Flamengo 0–0 Londrina             | 09/01/2011 | Amistoso                          | 1          |
| 02-03  | Flamengo 1–1 Botafogo (3–1)       | 20/02/2011 | Taça Guanabara/Campeonato Carioca | 2          |
| 04-05  | Flamengo 1–1 Fluminense (5–4)     | 24/04/2011 | Taça Rio/Campeonato Carioca       | 2          |
| 06     | Flamengo 5–4 Santos               | 27/07/2011 | Campeonato Brasileiro             | 1          |
| 07     | Flamengo 0–4 Universidad de Chile | 19/10/2011 | Copa Sul-Americana                | 1          |
| 08     | Flamengo 1–0 São Paulo            | 21/10/2012 | Campeonato Brasileiro             | 1          |
| 09     | Flamengo 0–0 São Paulo            | 18/08/2013 | Campeonato Brasileiro             | 1          |
| 10     | Flamengo 5–2 Macaé                | 02/02/2014 | Taça Guanabara/Campeonato Carioca | 1          |
| 11     | Flamengo 1–2 León                 | 12/02/2014 | Libertadores da América           | 1          |

## Títulos
Brasil Sub-17
- Campeonato Sul-Americano Sub-17: 2001

Vitória
- Campeonato Baiano: 2003, 2004, 2005
- Copa do Nordeste: 2003

Corinthians
- Campeonato Brasileiro Série B: 2008
- Campeonato Paulista: 2009
- Copa do Brasil: 2009

Flamengo
- Taça Guanabara: 2011, 2014
- Taça Rio: 2011
- Campeonato Carioca: 2011, 2014
- Torneio Super Clássicos: 2013, 2014
- Troféu 125 anos de Uberlândia: 2013
- Copa do Brasil: 2013

Boavista
- Copa Rio: 2017

Sampaio Corrêa
- Campeonato Maranhense: 2024

Déifferdeng 03]]
- Campeonato de Luxemburgo: 2024/25
- Copa de Luxemburgo: 2024/25

### Individuais
- Melhor goleiro da Copa do Brasil: 2013